# Il ritorno di don Chisciotte
(G. K. Chesterton, Il ritorno di don Chisciotte)
Il ritorno di don Chisciotte (The Return of Don Quixote) è un romanzo di G. K. Chesterton, pubblicato per la prima volta nel 1927.

## Trama
Michael Herne è uno strano bibliotecario con una passione per gli ittiti; costretto a partecipare a una commedia su Riccardo Cuor di leone, rimane improvvisamente entusiasta del medioevo e rifiuta di togliersi gli abiti di scena, dando il via a un movimento che sostiene il ritorno alle forme della società medievale. Il suo intento vede il sostegno dell'aristocrazia, che intende usarlo contro le pretese sindacali dei minatori di carbone; ma i risultati dello scontro saranno completamente inaspettati.

## Edizioni
- G. K. Chesterton, Il ritorno di Don Chisciotte, traduzione di Paolo Morganti, Morganti, 2012, ISBN 978-88-95916-35-4.